# Christian Johansson
Pour les articles homonymes, voir Johansson.
Christian Johansson (né à Stockholm le 20 mai 1817 et mort à Saint-Pétersbourg le 25 décembre 1903) est un danseur et pédagogue suédois.

## Biographie
Christian Johansson étudie la danse à l'école du Ballet royal suédois, puis à Copenhague avec Auguste Bournonville. Engagé au Ballet royal suédois en 1834, il en devient premier danseur en 1837. En 1841, il est le partenaire de Marie Taglioni au cours du bref séjour qu'elle effectue dans sa ville natale. Elle le fait ensuite engager aux Théâtres impériaux de Saint-Pétersbourg, dont il devient l'un des principaux professeurs en 1869. Il enseigne jusqu'en 1900 et compte notamment parmi ses élèves Mathilde Kschessinska, Olga Preobrajenska et Pavel Gerdt.
Sa fille, Anna Johansson (1860-1917), fut également soliste au ballet du Théâtre Mariinsky et pédagogue.